# Égriselles-le-Bocage
Égriselles-le-Bocage ist eine französische Gemeinde mit 1.387 Einwohnern (Stand: 1. Januar 2022) im Département Yonne in der Region Bourgogne-Franche-Comté. PSie gehört zum Arrondissement Sens und zum Kanton Gâtinais en Bourgogne (bis 2015: Kanton Sens-Ouest). Die Einwohner werden Égrisellois genannt.

## Geographie
Égriselles-le-Bocage liegt etwa acht Kilometer südwestlich des Stadtzentrums von Sens. Hier entspringt der Fluss Lunain. Umgeben wird Égriselles-le-Bocage von den Nachbargemeinden Cornant im Norden, Collemiers im Norden und Nordosten, Gron im Nordosten, Marsangy im Osten, Chaumot im Süden und Südosten, Vernoy im Westen und Südwesten, Courtoin im Westen sowie Villeneuve-la-Dondagre im Nordwesten.
Am Westrand der Gemeinde führt die Autoroute A19 entlang. 

## Bevölkerungsentwicklung
| Jahr                       | 1881 | 1962 | 1968 | 1975 | 1982 | 1990 | 1999 | 2006 | 2013 |
| Einwohner                  | 1234 | 708  | 671  | 593  | 640  | 768  | 964  | 1202 | 1229 |
| Quellen: Cassini und INSEE |      |      |      |      |      |      |      |      |      |

## Sehenswürdigkeiten
- Der Menhir des Rivaux steht südlich des Weilers Les Rivaux und südlich von Égriselles-le-Bocage und ist seit 1894 ein Monument historique.
- Kirche Saint-Martin